# Ernst Busch (zanger)

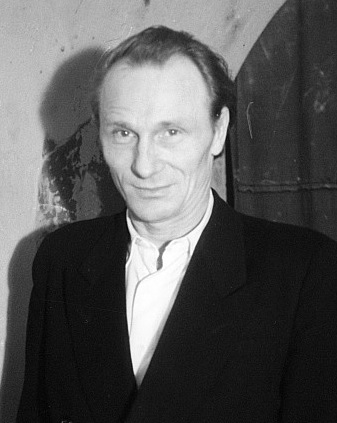
Ernst Busch in 1946

Ernst Busch (Kiel, Duitse Keizerrijk, 22 januari 1900 - Oost-Berlijn, Duitse Democratische Republiek, 8 juni 1980) was een Duitse zanger, toneelspeler en regisseur. Vanwege zijn stem en zijn revolutionaire gezindheid werd hij der Barrikaden Tauber genoemd.

## Biografie
Busch werd geboren als zoon van metselaar Friedrich Busch en zijn vrouw Emma. Hij volgde van 1915 tot 1920 een opleiding tot monteur en werkte vervolgens op een scheepswerf. In 1917 werd hij lid van de Sozialistische Arbeiterjugend en in november 1918 nam hij deel aan de matrozenopstand in Kiel. In 1919 werd hij lid van de KPD.
In 1920 nam Busch toneel- en zanglessen en was hij verbonden aan diverse gezelschappen. In 1927 vestigde hij zich in de Künstlerkolonie Berlin en vanaf 1928 speelde hij in Berlijn bij de Volksbühne, het Theater der Arbeiter en de Piscator-Bühne in stukken van Friedrich Wolf, Bertolt Brecht en Ernst Toller. In de eerste opvoering van de Driestuiversopera had hij een rol als politieagent en in de verfilming van 1931 zong hij de al snel befaamde Moritat von Mackie Messer. In Slátan Dudows film Kuhle Wampe speelt hij een hoofdrol en zingt hij het "Solidariteitslied" van Brecht en Eisler.
Na de machtsovername door de nazi's probeerde de SA Busch te arresteren. Zijn belagers troffen hem echter niet thuis en een gewaarschuwde Busch haastte zich om Duitsland te verlaten. Hij vluchtte met zijn vrouw, de zangeres Eva Busch, naar Nederland, waar hij onder meer optrad voor de VARA. Hij verbleef vervolgens in België, Zürich, Parijs, Wenen en ten slotte de Sovjet-Unie, waar ook andere bewoners van de Künstlerkolonie hun toevlucht hadden gezocht.
In 1937 ging Busch, zoals duizenden geestverwanten, naar Spanje, waar hij zich aansloot bij de Internationale Brigades. Hij trad in Spanje op voor de vrijwilligers van de Internationale Brigades en werkte voor Radio Madrid. Met liederen als de Thälmann-Kolonne, No pasaran en Bandiera rossa keerde hij zich tegen het fascisme. Na de zege van Franco keerde Busch terug naar België, waar hij in 1938 opnamen maakte voor Radio Brussel, concerten gaf en grammofoonplaten opnam.
In 1940 werd hij in Antwerpen aangehouden en naar Frankrijk gedeporteerd, waar hij tot 1943 geïnterneerd zat alvorens het het hem lukte om naar Zwitserland te vluchten. Hij werd echter opnieuw gearresteerd en aan de Gestapo uitgeleverd. De aanklacht luidde voorbereiding van hoogverraad. Op voorspraak van de bekende toneelspeler Gustaf Gründgens ontliep hij de doodstraf en werd hij veroordeeld tot vier jaar tuchthuis. Bij een geallieerde luchtaanval in 1943 raakte hij in de Berlijnse Moabit-gevangenis zwaargewond.

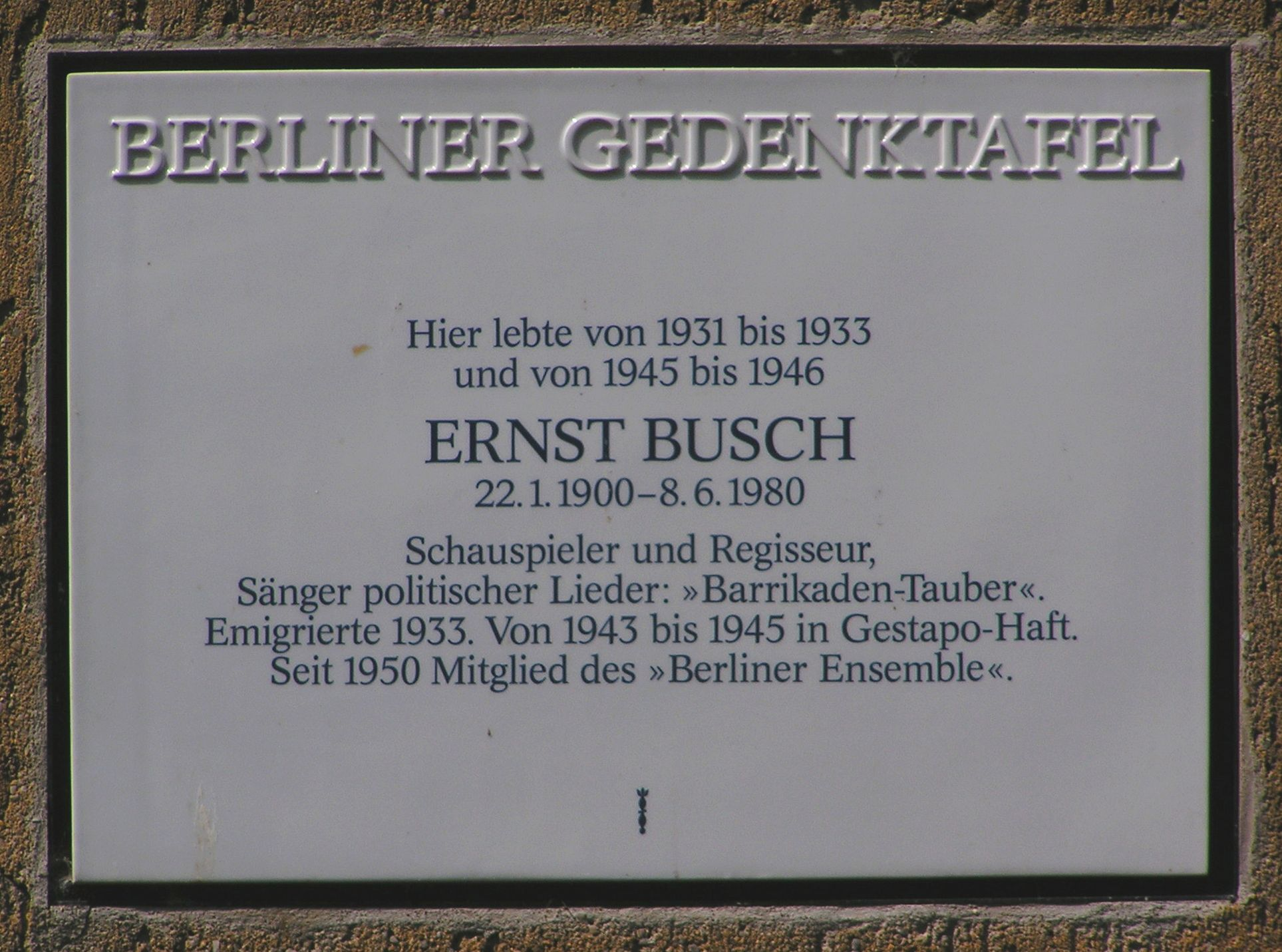
Gedenkplaat voor Ernst Busch aan het huis aan de Bonner Straße 11 in de Künstlerkolonie Berlin

Aan het einde van de Tweede Wereldoorlog werd hij door het Rode Leger bevrijd uit de gevangenis van Brandenburg. In mei 1945 betrok hij hernieuwd zijn woning in de Künstlerkolonie, waar hij bleef tot 1946. Toen verhuisde hij naar Pankow (in de Sovjet-sector). Hij werd weer opgenomen in de KPD en werd na de fusie van SPD en KPD lid van de Sozialistische Einheitspartei Deutschlands.
Als toneelspeler trad hij op bij het Berliner Ensemble, het Deutsches Theater en de Volksbühne. Hij speelde veel in stukken van Brecht, maar ook in andere rollen droeg hij bij aan de ontwikkeling van het toneel.
- 1946 als Satin in Maxim Gorki's Nachtasiel
- 1947 als Galileo Galilei in Brechts Leben des Galilei
- 1949 als kok in Mutter Courage und ihre Kinder
- 1953 als Jago in William Shakespeares Othello
- 1954
  - als Azdak in Brechts Der kaukasische Kreidekreis en
  - als Mephisto in Goethes Faust.

Busch werd ook bekend om zijn uitvoering van liederen van Hanns Eisler en van internationale arbeidersliederen. In 1956, 1966 en 1979 kreeg hij de Nationale Prijs van de DDR. Tussen 1963 en 1975 nam hij bij het platenlabel Aurora van de Deutsche Akademie der Künste ongeveer 200 van zijn liederen op. Hij was lid van de Akademie.
In 1961 trok hij zich, officieel uit gezondheidsoverwegingen, terug van het toneel. De werkelijke reden was vermoedelijk zijn herhaalde kritiek op de SED.
Ernst Busch overleed op 8 juni 1980 in Berlijn, 80 jaar oud.

## Filmografie
- Kinderrepublik Seekamp, propagandafilm voor de SPD, 1927
- Katharina Knie – die Tochter des Seiltänzers, 1929
- Die Dreigroschenoper, 1931. Busch zingt Zweites Dreigroschenfinale, Ballade von Mackie Messer, Ballade von der Unzulänglichkeit menschlichen Strebens.
- Gassenhauer, 1931. De Comedian Harmonists zingen, Busch heeft een kort solo intermezzo.
- Das Lied vom Leben, 1931. Busch zingt Kessel-Song, Über das Seefahren, Anrede an ein neugeborenes Kind, Baby, wo ist mein Baby?, met de Comedian Harmonists.
- Kameradschaft, 1931.
- Die Koffer des Herrn O.F., 1931. Busch zingt Meine Damen, meine Herren, Hausse-Song.
- Niemandsland, 1931. Busch zingt Für das bißchen täglich Brot, Im Wald, wo’s Echo schallt, Kriegs-Song. Het slotlied Arbeiter, Bauern, nehmt die Gewehre zur Hand werd verboden door de censuur.
- Razzia in St. Pauli, 1932. Busch zingt das Lied vom Heer der Hafenarbeiter.
- Kuhle Wampe oder: Wem gehört die Welt?, 1932. Busch zingt Solidaritätslied, Lied für Sportkämpfer.
- Strafsache van Geldern, 1932
- Die Zwei vom Südexpress, 1932
- Eine von uns, 1932. Busch zingt Nur auf die Minute kommt es immer an, Der erste Schritt vom rechten Weg.
- Das Meer ruft, 1933. Busch zingt Der brave Peter – als wir von Carravals kamen.
- Dood Water, 1934. Coppa Istituto Luce per la miglior fotografia, Biennale Venedig. Busch zingt de proloog van de film.
- Kämpfer, 1936. Busch zingt Die Moorsoldaten.
- Das Lied der Ströme, 1954. Busch en Paul Robeson zingen Lied der Ströme/Song of the Rivers.
- Mutter Courage und ihre Kinder, 1957, (theateropname)
- Fünf Patronenhülsen, 1960. (Busch zingt Die Jarama-Front)
- Mutter Courage und ihre Kinder, 1961. Busch en Helene Weigel zingen Bettellied der großen Geister, Mutter Courages Lied.
- Die Ermittlung (theateropname) (1966)
- Ich war neunzehn, 1968. Busch zingt Am Rio Jarama.
- Goya – oder der arge Weg der Erkenntnis, 1971.
- L’età della pace, 1974. Ernst Busch zingt Bandiera Rossa.

### Documentaire films
- 1967: Vorwärts die Zeit! Sketches en liedjes met Ernst Busch. Regie: Karl Gass, (35 minuten)
- 1970: Ernst Busch – Arbeitersänger (60 minuten)
- 1979: Vergeßt es nie, wie es begann. Ernst Busch 1927–1948. Klaus Volkenborn / Karl Siebig / Johann Feindt (92 minuten)
- 1982: Busch singt – Sechs Filme über die erste Hälfte des 20. Jahrhunderts. DEFA, Gruppe 67. Regie: Konrad Wolf, Reiner Bredemeyer, Erwin Burkert, Ludwig Hoffmann, Peter Voigt (320 minuten)
- 2000: Ich bin Ernst Busch. Regie: Sebastian Eschenbach en Peter Voigt, Sprecher: Klaus Löwitsch, (60 minuten)

### Onvoltooide filmprojecten
- 1936/1937: Rotes Deutsches Wolgaland. De opnamen in Gorky werden geannuleerd nadat Carola Neher was gearresteerd door de geheime dienst. Erwin Piscator, die korte tijd in Parijs was, werd door Arthur Pieck per telegraaf gewaarschuwd om terug te keren naar de Sovjet-Unie. Door bemiddeling van Wilhelm Pieck reisde Ernst Busch naar Spanje om zich bij de Internationale Brigades aan te sluiten.
- 1956: Gespenster. De realisatie mislukte door buitensporige royalty-eisen van de erven Ibsen, omdat er convertibele DM-valuta en geen DDR-valuta was vereist.

## Theater

### Acteur
- 1925: Hanns Witt-Ebernitz: Garderobe Nr.7 – Regie: Walter O. Stahl (Stadt-Theater Frankfurt/Oder)
- 1928: Bertolt Brecht, Kurt Weill: Die Dreigroschenoper (agent Smith) – Regie: Erich Engel (Theater am Schiffbauerdamm Berlin)
- 1928: William Shakespeare: Romeo und Julia (Simson) – Regie: Max Reinhardt (Berliner Theater)
- 1928: Carl Zuckmayer: Katharina Knie – Regie: Karlheinz Martin (Lessingtheater Berlin)
- 1928: Otto Rombach: Der heilige Krieg – Regie: Heinrich Oberländer (Theater am Nollendorfplatz Berlin)
- 1929: William Shakespeare: Ein Sommernachtstraum (Demetrius) – Regie: Gustav Hartung (Heidelberger Schlossfestspiele)
- 1929: Alfred Wolfenstein: Die Nacht vor dem Beil (Richtersohn) – Regie: Traugott Müller (Theater am Nollendorfplatz Berlin)
- 1929: George Brooks, Walter Lister: Militärmusik (Joe Cobb) – Regie: Heinz Goldberg (Theater am Nollendorfplatz Berlin)
- 1930: Anna Gmeyner: Heer ohne Helden – Regie: Slatan Dudow (Wallner-Theater Berlin)
- 1930: Friedrich Wolf: Die Matrosen von Cattaro (Franz Rasch) – Regie: Günther Stark (Theater Volksbühne am Bülow-Platz Berlin)
- 1930: Gerhart Hauptmann: Die Weber (bakker) – Regie: Karlheinz Martin (Theater Volksbühne am Bülow-Platz Berlin)
- 1931: William Shakespeare: Das Wintermärchen – Regie: Günter Stark (Theater Volksbühne am Bülow-Platz Berlin)
- 1931: Stefan Großmann: Die beiden Adler – Regie: Stefan Großmann (Theater Volksbühne am Bülow-Platz Berlin)
- 1931: Alfred Döblin: Die Ehe – Regie: Karlheinz Martin (Theater Volksbühne am Bülow-Platz Berlin)
- 1932: Paul Schurek: Kamrad Kasper – Regie: Günter Stark (Theater Volksbühne am Bülow-Platz Berlin)
- 1945: Robert Ardrey: Leuchtfeuer (brandweerman Charleston) – Regie: Karlheinz Martin (Hebbel-Theater Berlin)
- 1950: Bertolt Brecht: Die Mutter (Semjon Lapkin) – Regie: Bertolt Brecht (Berliner Ensemble im Deutschen Theater Berlin)
- 1951: Bertolt Brecht: Mutter Courage und ihre Kinder (Koch) – Regie: Erich Engel (Berliner Ensemble im Deutschen Theater Berlin)
- 1951: Juri Burjakowski: Julius Fucik (titelrol) – Regie: Wolfgang Langhoff (Deutsches Theater Berlin)
- 1953: Alexander Kron: Das tote Tal (chefingenieur Majorow) – Regie: Herwart Grosse (Deutsches Theater Berlin)
- 1953: William Shakespeare: Othello (Jago) – Regie: Wolfgang Heinz (Deutsches Theater Berlin)
- 1954: Bertolt Brecht: Der kaukasische Kreidekreis (Azdak) – Regie: Bertolt Brecht (Berliner Ensemble)
- 1954: Johann Wolfgang von Goethe: Faust. Der Tragödie erster Teil (Mephisto) – Regie: Wolfgang Langhoff (Deutsches Theater Berlin)
- 1955: Johannes R. Becher Winterschlacht (Sovjetofficier) – Regie: Bertolt Brecht, Manfred Wekwerth (Berliner Ensemble)
- 1957: Bertolt Brecht: Leben des Galilei (Galilei) – Regie: Erich Engel (Berliner Ensemble)
- 1957: Wladimir Bill-Belozerkowski: Sturm (Partijsecretaris) – Regie: Wolfgang Langhoff (Deutsches Theater Berlin)

### Regisseur[Bearbeiten | Quelltext bearbeiten]
- 1947: Friedrich Wolf: Die Matrosen von Cattaro (ook rol als Franz Rasch) (Theater am Schiffbauerdamm Berlin)
- 1952: Nikolai Pogodin: Das Glockenspiel des Kremls (Berliner Ensemble)

## Hoorspelen
- 1929: Friedrich Wolf: SOS … rao rao … Foyn – „Krassin“ rettet „Italia“ (Fjodor) – Regie: Alfred Braun (hoorspel – RRG)
- 1932: Hermann Kasack: Der Ruf (Martin) – Regie: Edlef Köppen (Hörspiel – RRG)
- 1932: Bertolt Brecht: Die heilige Johanna der Schlachthöfe (voorwerker Smith) – Regie: Alfred Braun (hoorspel – Funk-Stunde Berlin)
- 1939: Ernst Ottwalt: Kalifornische Ballade (Vlaamse radio)
- 1947: John Boynton Priestley: Die fremde Stadt (zang) – Bewerking en regie: Hedda Zinner (Berliner Rundfunk)

## Discografie (selectie)
Kroniek in liederen, cantates en ballades
- Streit und Kampf
- Roter Oktober
- Die goldenen Zwanziger
- Echo von links
- Hoppla, wir leben
- Es breng
- Spanien 1936-1939
- An die Nachgeborenen
- Ist das von gestern
- Zu guter Letzt

Liedje van toen - originele opnamen 1946-1953
- Wie könnten wir je vergessen
- Fort mit den Trümmern
- Fragen eines lesenden Arbeiters
- Du mußt die Führung übernehmen
- Eure Träume gehen durch mein Lied

Originele opnamen uit de jaren dertig
- Der rote Orpheus
- Der Barrikaden-Tauber

Ernst Busch zingt en spreekt
- Brecht: Songs, Lieder, Gedichte
- Tucholsky/Eisler: Merkt ihr nischt!
- Seemannslieder: Eines alten Seebären Schwanensang
- Teksten van Villon, Lenz en Goethe: Ernst Busch - verehrt und angespien - Busch
- Lieder der Arbeiterklasse & Lieder des spanischen Bürgerkriegs
- Tucholsky, Eisler, Wedekind
- Ernst Busch singt und spricht Erich Kästner